# Huib Ruijgrok
Huib Ruijgrok (26 aprile 1944) è un allenatore di calcio olandese.

## Carriera

### Allenatore
Fu tecnico del Molde, del Fredrikstad, del De Graafschap, dello SVV e dello HBS Craeyenhout.